# Joel Vieira de Souza
Joel Vieira de Souza, mais conhecido como Joel Souza ou apenas Joel (Florianópolis, 1906 — Florianópolis, 4 de novembro de 1999) foi um futebolista e dirigente brasileiro. Atuou como meia e lateral-esquerdo.

## Carreira

### Como jogador
Ele era do tempo em que futebol se escrevia foot-ball e a bola era costurada a mão com linha de couro, tão pesada que, às vezes, nocauteava o goleiro e muitos jogadores jogavam com touca para amenizar o impacto de uma cabeceada.
Em setembro de 1923, reunido com um grupo de amigos no sobrado da Rua Pedras Grandes (hoje, Frei Caneca), Joel Vieira de Souza ajudou a fundar o Avaí Futebol Clube e sua vida se confunde com a história da instituição: foi dele a escolha das cores azul e branco, foi ele quem fez o primeiro gol e participou do primeiro título do clube, em 1924.
Nascido em Florianópolis em 1906, Joel começou a praticar futebol no pátio do antigo Colégio Catarinense. Contrariado pelos pais, entrou no time da escola – o "Caneludo" – formado por alunos residentes em Florianópolis.
Seu pai, Miviael Alexandre de Souza, queria que Joel abandonasse a bola e se dedicasse mais aos estudos, pois futebol era coisa de vagabundo.
Teimoso, Joel passou a adolescência dividido entre o futebol e os livros.
No Avaí, iniciou como meia-esquerda para logo em seguida atuar na lateral-esquerda. De 1924 guarda uma alegria e uma mágoa: ter sido Campeão Catarinense e ter perdido o primeiro clássico contra o Figueirense.
Para Joel, os jogadores modernos são muito manhosos. Em seu tempo, os beques entravam de sola nas canelas, o jogador caia, levantava e continuava jogando. Nem maca existia.
Aprendeu muito com os esportes que praticou: futebol e remo. Mas, por insistência do pai largou o futebol aos 22 anos para se dedicar aos estudos. Foi aprovado no primeiro concurso público em que se inscreveu, na empresa de Correios e Telégrafos, em 1929.

### Como presidente
Prestou serviço em Florianópolis por mais de 10 anos, onde chegou à direção do órgão, sendo transferido para o Rio Grande do Sul.
Lá, voltou ao futebol, mas fora de campo: em 1943 o Internacional de Santa Maria estava sem presidente e numa reunião com autoridades da cidade num clube social, Joel foi aclamado dirigente.
Em seu primeiro mandato como presidente do Inter de Santa Maria conquistou o Campeonato Citadino de Santa Maria, após 10 anos de jejum, repetindo a dose mais duas vezes nos anos seguintes (1945 e 1946).
O crescimento do time preocupou o principal rival, o Riograndense, que proibiu o Inter de treinar no seu estádio. Sem local próprio para treinamentos Joel foi pedir ao prefeito a doação de um terreno para o clube.
O prefeito ofereceu um terreno que era um buraco numa baixada e Joel aceitou sem vacilar, nascendo assim o Estádio da Baixada Melancólica, em Santa Maria.
Funcionário público e advogado, herói em dois clubes, Joel Vieira de Souza faleceu em 4 de novembro de 1999, por volta das 5h30min, em Florianópolis, aos 93 anos, vítima de problemas cardíacos. Joel era o único fundador do Avaí que permanecia vivo, mas ninguém duvida que enquanto o Avaí viver, viverá a memória de seus atos..

## Títulos
Avaí
- Campeonato Catarinense: 1924, 1926
- Campeonato Citadino de Florianópolis: 1924, 1926
- Torneio Início: 1925, 1926